# Parameswara
Parameswara est le nom que la tradition donne à un prince de la cité-État de Palembang dans le sud de Sumatra en Indonésie qui aurait fui la ville après une attaque en 1377 par le royaume de Majapahit de l'est de Java, à l'époque du roi Hayam Wuruk (règne 1350-1389). Ce prince aurait alors gagné Tumasik (l'actuelle Singapour) puis la péninsule Malaise, où il aurait fondé Malacca.
Une autre interprétation des sources disponibles dit qu'à la mort de Hayam Wuruk en 1389, le souverain de Palembang répudie son statut de vassal de Majapahit. À cette époque, la Chine des Ming a restauré le système d'échanges commerciaux (qu'elle continue de considérer comme un échange entre un tribut versé par ses vassaux « barbares » et des cadeaux qu'elle fait à ceux-ci) ainsi que l'interdiction aux Chinois de voyager en Asie du Sud-Est. Le prince de Palembang espérait profiter du besoin qu'auraient les marchands étrangers (c'est-à-dire de l'Inde et du Moyen-Orient) commerçant avec la Chine d'un port dans la région, rôle qu'avait joué du VIIIe au XIIIe siècle Sriwijaya (nom de Palembang à l'époque). Les Javanais l'auraient chassé de Palembang. Le prince aurait alors gagné Tumasik puis Malacca sur la péninsule malaise, dont il ne serait alors pas le fondateur.